# گمینا زاگوژ
گمینا زاگوژ (به لهستانی:  Gmina Zagórz) یک گمینا در لهستان است که در شهرستان سانوک واقع شده‌است. گمینا زاگوژ ۱۶۰٫۰۵ کیلومتر مربع مساحت و ۱۲٬۷۲۵ نفر جمعیت دارد.